# Fototon

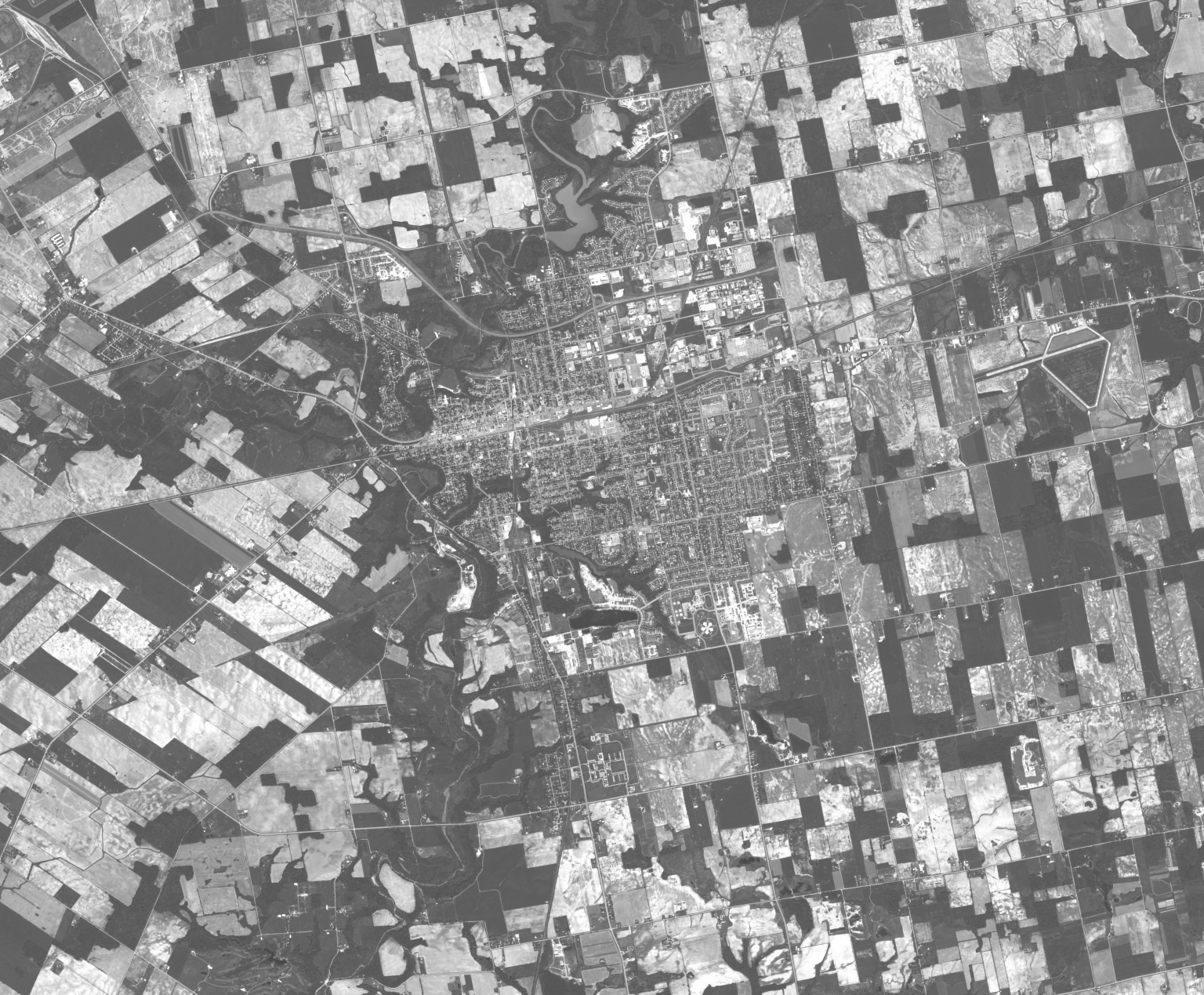
Jasny fototon przedstawia pola uprawne, ciemny zabudowę miejską i lasy. St Thomas, Ontario (SPOT GeoBase 2006)

Fototon (ton) – w teledetekcji i fotogrametrii podstawowa cecha obrazu, oznaczająca stopień szarości czarno-białego (panchromatycznego lub podczerwonego) obrazu (sceny), będącego efektem rejestracji przez obiektyw zróżnicowania w natężeniu odbitej, rozproszonej lub pochłoniętej przez dany obiekt fali elektromagnetycznej. Ton określa się także przy interpretacji obrazów z sensorów  innych niż optyczne, przy przedstawieniu sceny w sztucznej kompozycji barwnej. Na obrazie termalnym ton będzie więc proporcjonalny do ciepła emitowanego przez obiekt.

## Interpretacja fototonu
Poza cechami fizycznymi (albedo) fotografowanego obiektu istotny wpływ na fototon mają takie elementy, jak czułość sensora, zanieczyszczenia atmosfery (wilgotność), czy kąt padania promieni słonecznych. Powierzchnie nachylone prostopadle do kąta padania promieni słonecznych będą jaśniejsze od obiektów na które światło pada pod kątem ostrym. Powierzchnie wilgotne będą ciemniejsze, a suche — jaśniejsze. Wartość fototonu będzie również zależna od rozdzielczości obrazu. W najczęściej spotykanym, 8-bitowym zapisie, fototon mieścić się będzie w przedziale 0 — 255, zawierając w sobie 256 odcieni szarości, gdy skala 4-bitowa pozwala na wydzielenie jedynie 16 stopni szarości. 

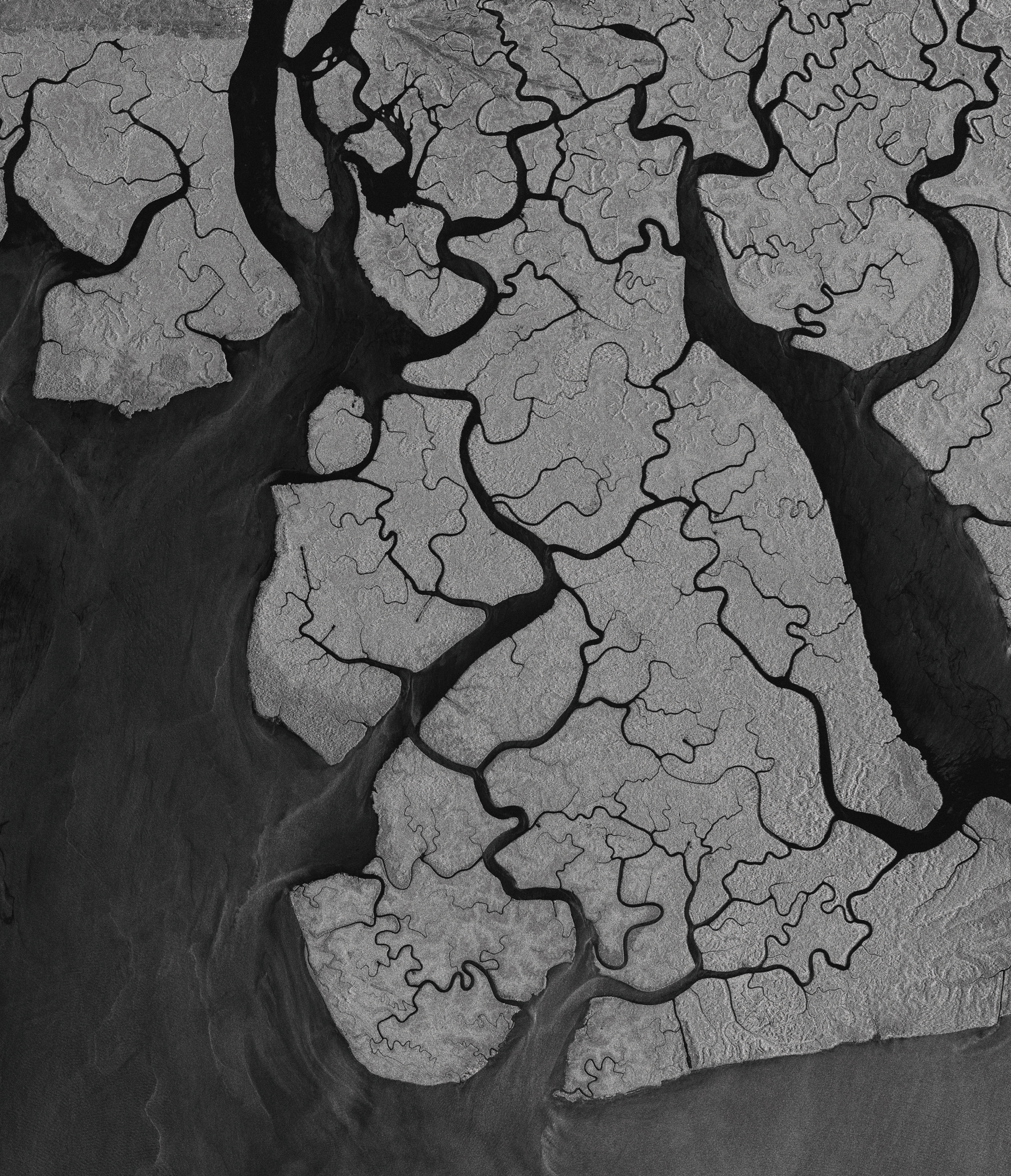
Zdjęcie radarowe półwyspu Bakassi (Zatoka Gwinejska). Jasne obszary to ląd, natomiast ciemne reprezentują wody morskie i śródlądowe (TerraSAR-X)

Fototon, kształt i rozmiar obiektu są podstawowymi parametrami umożliwiającymi poprawą interpretację obrazu obserwatorowi. Na podstawie fototonu możliwe jest wyznaczenie parametrów pochodnych, np. kontrastu. Interpretacja fototonu może zostać przeprowadzona również na podstawie klasyfikacji nadzorowanej i nienadzorowanej.

## Zastosowania
Interpretacja fototonu znajduje szerokie zastosowania w naukach o Ziemi: (geologii, geomorfologii, gleboznawstwie, hydrologii), zarządzaniu kryzysowym (pożary lasów) czy biologii.   